# Кроссовер (музыка)
Кроссовер (от crossover с англ. — «переходить») — музыка, в которой происходит смешение двух (или более) стилей (или тем).
В американской музыкальной индустрии исходный термин означал произведения, попавшие (дословно — перешедшие) в более чем два чарта, отражающие жанровые предпочтения слушателей. Если сам чарт предназначен для музыки разного стиля, например, Billboard Hot 100, появление в нём не делает произведение кроссовером.